# Romero Cavalcanti
Romero Cavalcanti (Rio de Janeiro, 22 de outubro de 1952) é um mestre de Jiu-jitsu brasileiro e fundador da Alliance Jiu Jitsu. Ele é um dos seis homens promovidos a Faixa preta de jiu-jitsu por Rolls Gracie antes de seu trágico acidente de asa-delta em 1982. Romero formou muitos dos principais competidores e treinadores da atualidade e exerceu significativa influência no Programa de Combatives do Exército dos EUA por meio de seu aluno Matt Larsen. Cavalcanti é membro do Hall da Fama da IBJJF.

## Biografia

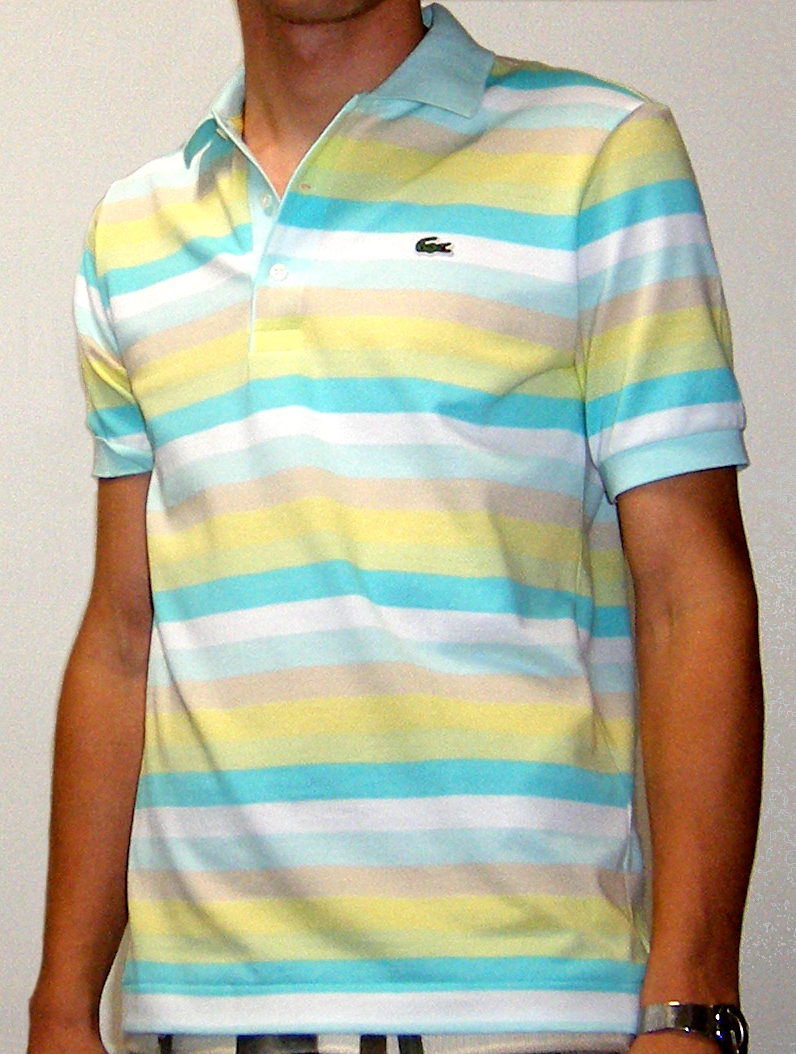
Usando as icônicas camisas polo Lacoste, que inspiraram o apelido Jacaré

Romero começou a treinar Jiu-jitsu brasileiro aos 11 anos. Ele recebeu o apelido Jacaré por usar camisas polo Lacoste na juventude.  
Aos 16 anos, Romero frequentava regularmente as aulas de jiu-jitsu na renomada Escola Gracie em Copacabana, onde cresceu, ao lado de Carlos Gracie Jr., Crolin Gracie, Mario Claudio Tallarico, Fábio Santos, Mauricio Motta Gomes, Família Machado e Rickson Gracie. Após competir extensivamente entre 1972 a 1985 e atuar como instrutor assistente na escola Gracie, Romero abriu sua primeira academia em Ipanema, Brasil. Ele estudou em Nova York na década de 1970 e, em 1995, mudou-se com sua família para os Estados Unidos, onde fundou uma escola de jiu-jitsu brasileiro em Miami. Posteriormente, mudou-se para Atlanta, onde estabeleceu uma academia no final de 1996.

## Linhagem de instrutores
Kano Jigoro → Tomita Tsunejiro → Mitsuyo "Conde Koma" Maeda → Carlos Gracie, → Helio Gracie → Rolls Gracie → Romero "Jacaré" Cavalcanti